# هيلاري بور
هيلاري بور (بالإنجليزية: Hillary Bor)‏ هو منافس ألعاب قوى كيني، ولد في 22 نوفمبر 1989 في إلدوريت ‏ في كينيا.

## وصلات خارجية
- هيلاري بور على موقع الاتحاد الدولي لألعاب القوى (الإنجليزية)
- هيلاري بور على موقع الاتحاد الأمريكي لسباقات المضمار والميدان (الإنجليزية)
- هيلاري بور على موقع الدوري الماسي (الإنجليزية)
- هيلاري بور على موقع TFRRS.org (الإنجليزية)
- هيلاري بور على موقع اللجنة الأولمبية الدولية (الإنجليزية)
- هيلاري بور على موقع أوليمبيديا (الإنجليزية)
- هيلاري بور على موقع اللجنة الأولمبية والبارالمبية الأمريكية (الإنجليزية)